# SDSS J150411.63+102718.4
SDSS J150411.63+102718.4, auch kurz SDSS 1504+10, ist ein Brauner Zwerg der Spektralklasse T7 im Sternbild Bärenhüter. Seine Identifizierung als T-Zwerg durch Analyse der Daten des Sloan Digital Sky Survey wurde im Jahr 2006 von Chiu et al. publiziert.